# Óriásölyv
A óriásölyv vagy aguaja (Geranoaetus melanoleucus) a madarak osztályának vágómadár-alakúak (Accipitriformes) rendjébe, ezen belül a vágómadárfélék (Accipitridae) családjába tartozó Geranoaetus nem egyetlen faja.

## Előfordulása
Dél-Amerikában él, elsősorban az Andok Venezuelától Tűzföldig terjedő régióiban lelhető fel, de alkalmanként Dél-Amerika atlanti partvidékén is megtalálható. Főleg hegyvidékeken elterjedt faj, de nyílt fás vagy nagy kaktuszokkal tarkított területeken, félsivatagokban is előfordul.

## Alfajai
- Geranoaetus melanoleucus australis
- Geranoaetus melanoleucus melanoleucus

## Megjelenése
Erőteljes, sas nagyságú ölyv. Testhossza a nagyobb testű tojók esetében 90 centiméter, míg a kisebb hímek hossza 70 centiméter. Szárnyfesztávolsága 175–200 centiméter, súlya pedig 1–2 kilogramm.
A felnőtt madarak háta kékesszürke, hasa fehér és finom, sötét kereszthullámos rajzolatú. Farka feltűnően rövid. 
A fiatal madarak háta sötétbarna, hasa világosabb és sötétebb barna foltokkal borított. 
Az óriás ölyv szeme barna. A viaszhártya és lábai sárga színűek.
|  |

## Életmódja
Erőteljes ragadozó madár, amely a sasok helyét tölti be. 
Általában magányosan vagy párosával látni. Az óriás ölyv kitűnően  lovagolja meg a felszálló áramlatokat. Jellegzetes röpképe hozzátartozik az Andok sziklás régióihoz. A meleg légáramlatok segítségével vitorlázik, majd hirtelen lecsap a zsákmányára.
Tápláléka kisemlősökből, gyíkokból és madarakból áll, ezeket a földön ejti el. Emellett dögöt is eszik, az újvilági keselyűkkel és más dögevőkkel együtt látni az állati tetemek mellett. Patagóniában sokszor az utak mellett várakozik a balesetek áldozataira. Mivel a nehéz testű óriás ölyv nem tud gyorsan felszállni a sík terepről, és csak későn kezd menekülni a közeledő autók elől, sok madarat elgázolnak.

## Szaporodása
Fészkét magas sziklafalak mélyedéseibe ágakból építi, alkalmanként fákra vagy nagy kaktuszokra is. Általában 2 fehéres tojást rak, ezeket túlnyomórészt a tojó költi ki.